# Ipomovirus
Genre
Espèces de rang inférieur
- espèce-type : Sweet potato mild mottle virus

Ipomovirus est un genre de virus appartenant à la famille des Potyviridae, qui contient 7 espèces acceptées par l'ICTV. Ce sont des virus à ARN à simple brin de polarité positive (ARNmc), rattachés au groupe IV de la classification Baltimore.
Ces virus infectent exclusivement des plantes (phytovirus), avec une gamme d'hôtes relativement vaste, incluant plus de neuf familles de plantes. Ils sont généralement transmis par des aleurodes, notamment Bemisia tabaci. Tous les Ipomovirus sont transmissibles expérimentalement par inoculation mécanique ou greffage .

## Structure
Les particules sont des virions non-enveloppés, flexueux, filamenteux, à symétrie hélicoïdale, de 650 à 900 nm de long (ou 500 à 600 et 200 à 300 nm pour les virus bipartites) sur 12 à 15 nm de diamètre. Ces virus induisent la formation de corps d'inclusion (en) caractéristiques dans les cellules végétales infectées.
Le génome, monopartite (non segmenté) ou bipartite, est un ARN linéaire à simple brin de sens positif, dont la taille est de 10 kbases.

## Liste d'espèces
Selon NCBI (17 janvier 2021) :
- Cassava brown streak virus (CBSV)
- Coccinia mottle virus (CocMoV)
- Cucumber vein yellowing virus (CVYV)
- Squash vein yellowing virus (SqVYV )
- Sweet potato mild mottle virus (SPMMV)
- Tomato mild mottle virus (ToMMV)
- Ugandan cassava brown streak virus (UCBSV)